# Hôtel des Postes et Télégraphes de Bruxelles
L'hôtel des Postes et Télégraphes de Bruxelles était un édifice public appartenant autrefois à la la poste belge et situé place de la Monnaie à Bruxelles, en Belgique.
Il fut inauguré le 20 novembre 1892 et démoli le 31 octobre 1966.

## Réaffectation

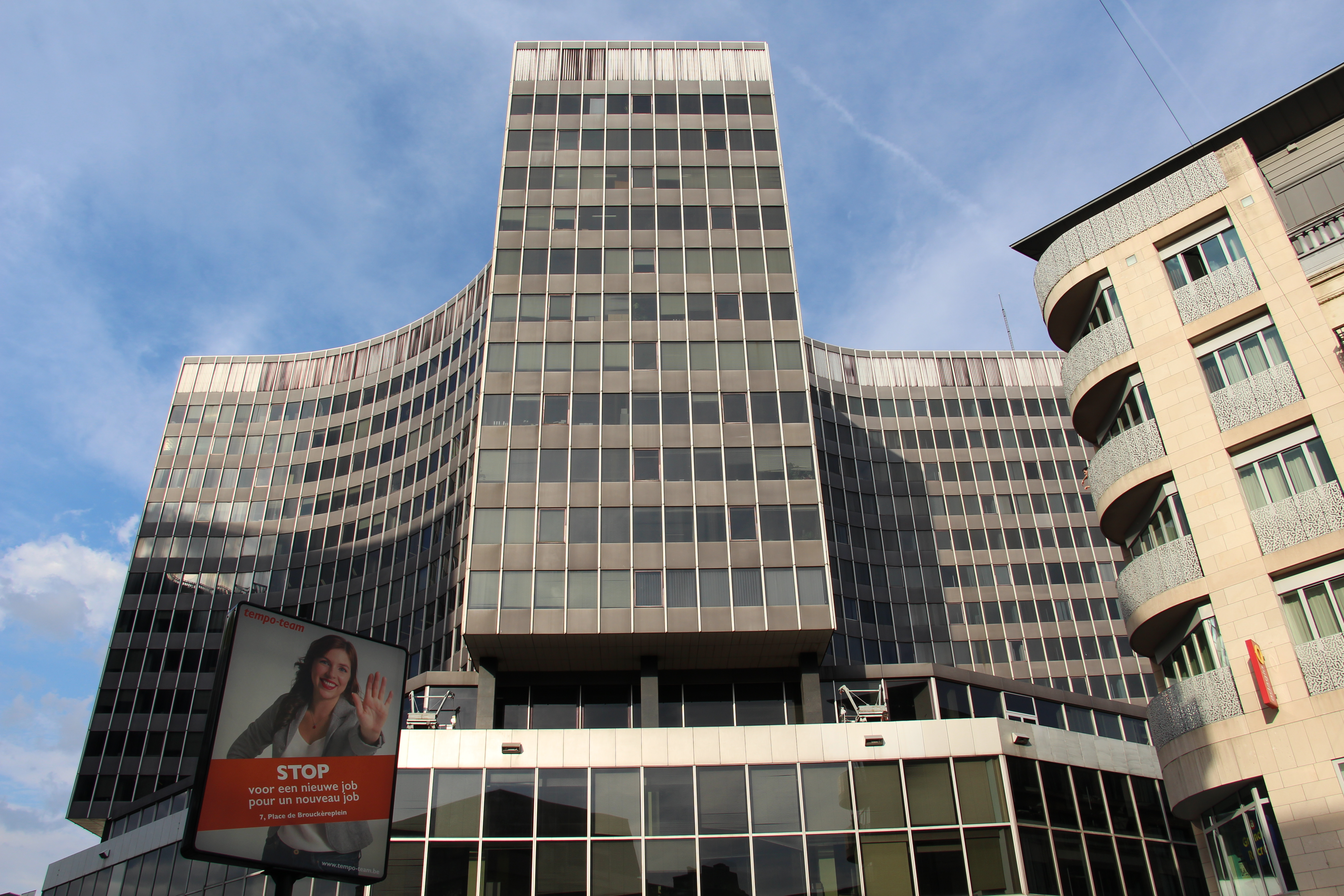
Le bâtiment fut démoli pour construire l'actuel Centre Monnaie (image). Exemple de la bruxellisation.

Le bâtiment fut démoli pour construire l'actuel Centre Monnaie, un centre commercial moderne dont les travaux débutèrent le 28 novembre 1968.

## Images

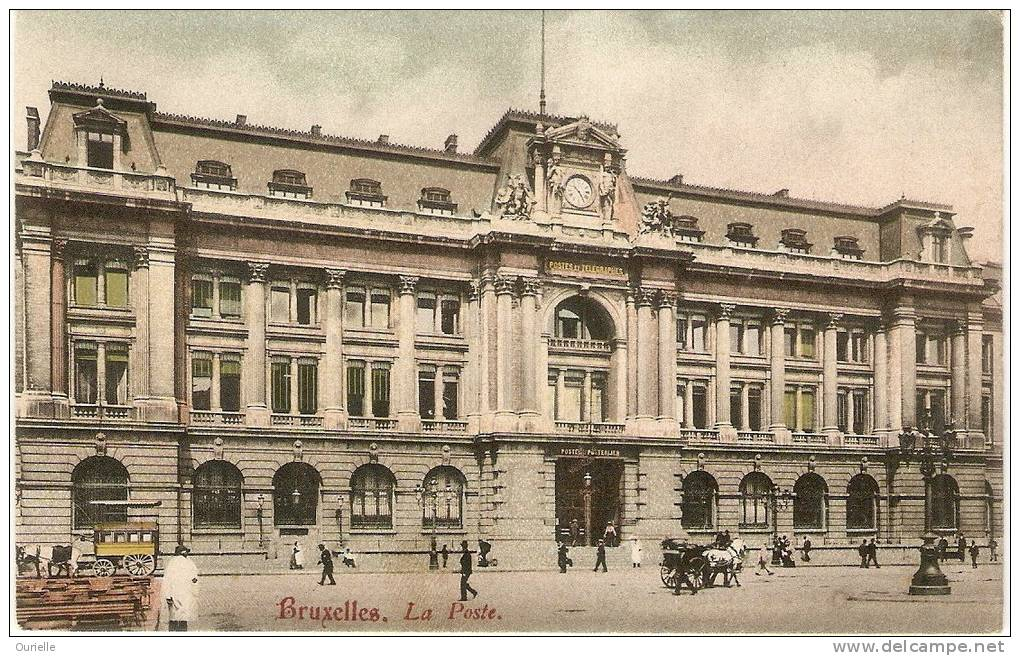
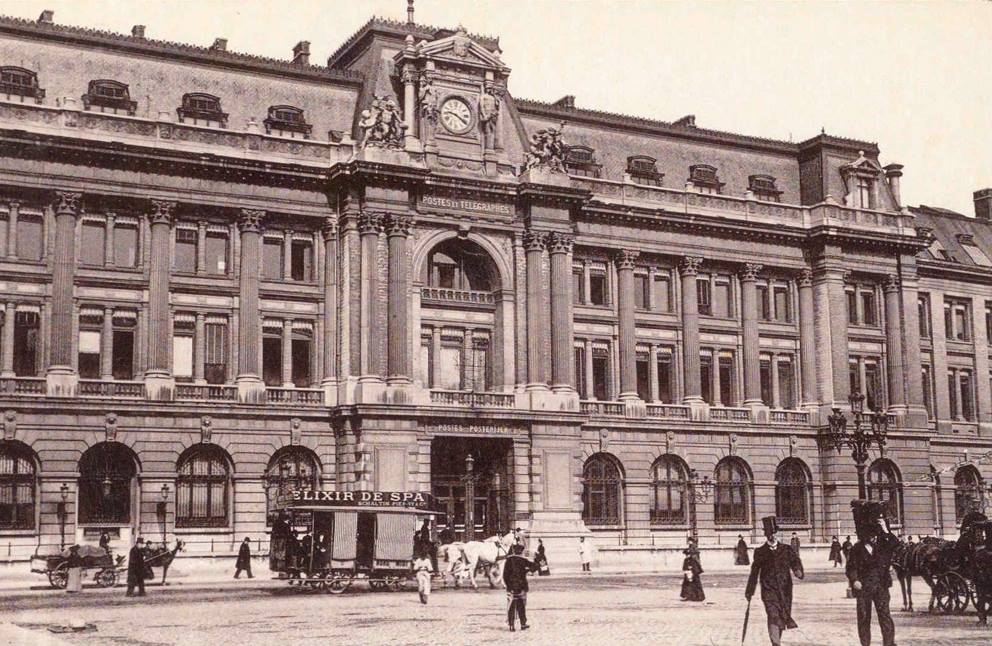
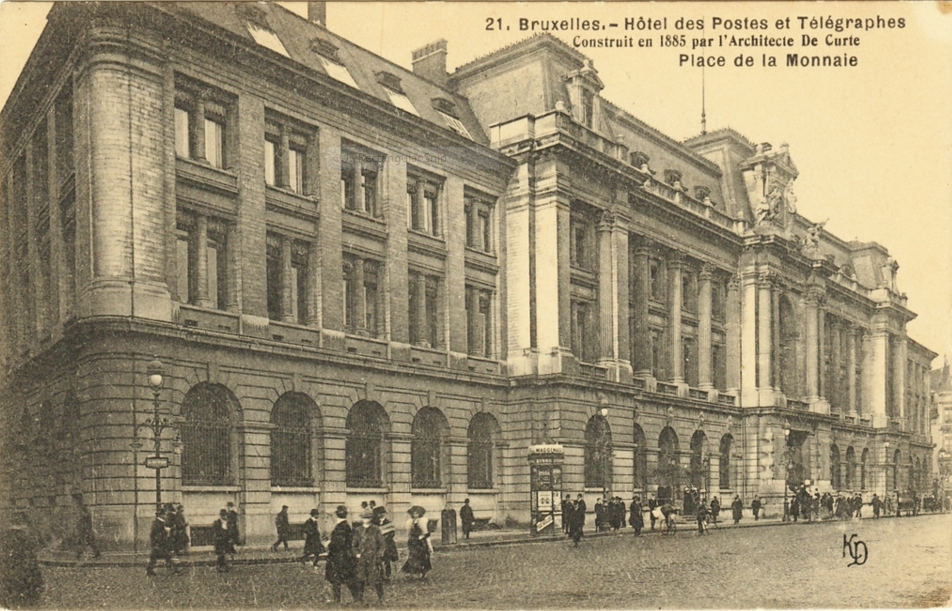